# Besiedlung Tasmaniens durch Weiße
Die Besiedlung Tasmaniens durch Weiße begann im 17. Jahrhundert etwa 36 Jahre nach der ersten Besiedlung Australiens durch niederländische Seefahrer. Auch malaiische und portugiesische Seefahrer gelangten ungefähr in der gleichen Epoche nach Tasmanien, und danach wurden Forschungsreisen durch Entdecker mehrerer Nationalitäten durchgeführt.

## Zeittafel
- 1642 entdeckte der niederländische Seefahrer Abel Tasman die Insel Tasmanien für die Europäer. Er segelte im Auftrag des Generalgouverneurs von Niederländisch-Ostindien Anton van Diemen, weshalb er die Insel auch Van-Diemens-Land nannte.
- 1798 umrundete Kapitän Matthew Flinders das Eiland und belegte damit Tasmaniens Inselcharakter, während Tasman noch von einer Halbinsel ausgegangen war.
- 1803 wurde Tasmanien britisch.

## Entdeckungsgeschichte – Auf der Suche nach der Terra Australis incognita

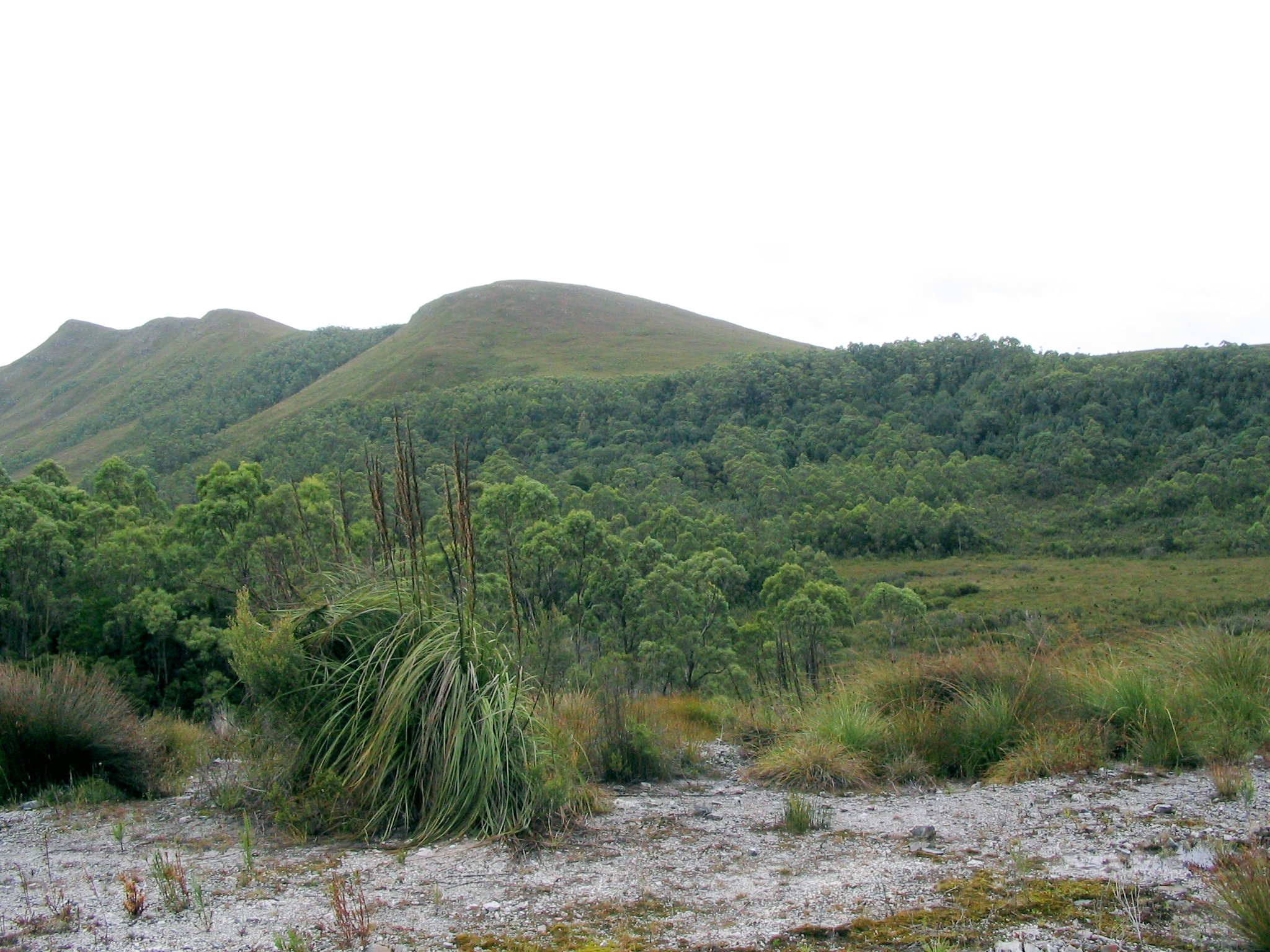
Hügellandschaft in Tasmanien. Mischvegetation von „Buttongrass moorland“ und Eukalyptuswäldern

Europäische Historiker geben meist als offiziellen Entdecker Australiens den Holländer Willem Jansz an. Im Zuge der Kolonialisierung von Indonesien passierten zu dieser Zeit viele holländische Frachtschiffe den Indischen Ozean. Jansz machte 1606 den Versuch, an der Westküste der australischen Yorkhalbinsel bei Mapoom zu landen, wurde jedoch von den Aborigines in die Flucht geschlagen. 200 Meilen weiter südlich erlaubten ihm die Mitglieder der Aurukum an Land zu gehen. Umgehend begannen sie eine Siedlung zu errichten. Anfangs war das Verhältnis zu den Einheimischen entspannt; als aber die Siedler eine Aboriginal entführten, kam es zu blutigen Auseinandersetzungen. Die Hälfte der Holländer kam dabei ums Leben und die Siedlung wurde aufgegeben.
Bis zu diesem Zeitpunkt war Australien – beziehungsweise ‘Neuholland’, wie es im 17. und 18. Jahrhundert genannt wurde – auf keiner Weltkarte erfasst; dennoch kursierte bereits viel früher das Gerücht über die Existenz eines Südkontinents (terra australis). In Europa war man überzeugt, dass im Süden der Erdhalbkugel noch eine weitere größere Landmasse existieren müsse, da es sonst unmöglich sei, dass die Erde in ihrer Achse die Balance halten könne.

### Portugiesen
Bereits Anfang des 16. Jahrhunderts bereisten portugiesische Schiffe den Westpazifik. Neuguinea wurde 1525 von den Spaniern und Portugiesen entdeckt. Vermutlich ist es den Portugiesen zu verdanken, dass bereits im ausgehenden 16. Jahrhundert, circa zehn Jahre vor der Landung von Jansz, in England eine, wenn auch sehr grobe Karte von Australien existierte (Przemyslaw 1990 : 89f).
Selten findet dieser Umstand in der Entdeckungsgeschichte Australiens Erwähnung. Dabei war der Gelehrte Richard Henry Major bereits Mitte des letzten Jahrhunderts aufgrund einer (anderen) Karte von der Entdeckung des australischen Kontinents durch die Portugiesen überzeugt: „Die Tatsachen, die ich zusammenbringen konnte, haben mich zum Schluss geführt, dass das von mir erwähnte Land, das auf französischen Karten als Java - la - Grande bezeichnet wird, nichts anderes als Australien sein kann, und dass es vor 1542 entdeckt wurde, kann fast als erwiesen gelten. [...] Wir müssen deshalb zum Schluss gelangen, [...] dass die Entdeckung des Kontinents Neu-Holland den Portugiesen zuzuschreiben ist. The facts which I have been able to bring together lead me to the conclusion that the land described as Java - la - Grande on the French maps to which I have reffered can be no other than Australia, and that it was discovered before 1542 may be almost accepted as demonstrable certainity. [...] We must therefore come to the conclusion [...] that the discovery of the continent New Holland belongs to the Portuguese“ (Mc Intyre 1977 : 200).
Kenneth Mc Intyre hat diese Theorie 1977 wieder aufgegriffen und kommt zu dem Ergebnis, dass die Portugiesen bereits in den zwanziger Jahren des 16. Jahrhunderts Australien betreten hatten. Im selben Jahr führte Mc Kiggan seine Recherche zum gleichen Resultat. Er datiert die Entdeckung von Australien durch Europäer (Portugiesen) auf das Jahr 1522 (Mc Intyre 1977 : 200; Mc Kiggan 1977). Es gibt sogar Hinweise, dass die Portugiesen bereits in Tasmanien landeten (Robson 1983 : 3). Wie dem auch sei; Logbücher oder andere schriftliche Quellen aus dieser Zeit liegen nicht vor, weshalb diese Epoche in diesem Zusammenhang nur von sekundärer Bedeutung ist.

### Malaien
Ebenfalls selten Erwähnung in der Geschichtsliteratur finden nichteuropäische Meeresexpeditionen in der australischen Entdeckungsgeschichte. Die Nordküste Australiens war den Seefahrern des malaiischen Archipels bereits lange vor Ankunft der Europäer bekannt (Wopfner 1997 : 1). Spätestens seit dem 15. Jahrhundert waren Handelsreisende aus Neuguinea auf den Inseln der Torresstraße und der Kap-York-Halbinsel präsent (Przemyslaw 1990 : 91f). Auch zwischen den Bugis aus Sulawesi und den Aborigines Nord- und Westaustraliens herrschten langjährige Handelsbeziehungen (Przemyslaw 1990 : 91ff). Ihr Hauptinteresse galt der Seegurke (Holoturia nobilis), die damals wie heute in Asien und dort vor allem in China als Delikatesse gehandelt wurde. Der Seegurke, bekannter unter dem Namen Trepang, wurden große Heilwirkung und magische Eigenschaften (Aphrodisiakum) zugeschrieben. In Australien wurde sie gefischt und konserviert. Eine Saison dauerte vier bis fünf Monate. Zwischen dem 15. Jahrhundert bis ins ausgehende 18. Jahrhundert, beeinflussten diese Handelsbeziehungen die Kultur der Küstenbevölkerung in Nord- und Nordwestaustralien sowie an der Torresstraße nachhaltig (Przemyslaw 1990 : 92; Wilpert 1987 : 128ff). Im Tauschhandel erwarben sie metallene Äxte, Messer und Speerspitzen. Sie erlernten den Bau von Booten mit Auslegern, übernahmen Melodien, Musikinstrumente und sogar ein chinesisches Kartenspiel. In Sprachen und Bräuchen machten sich diese Einflüsse ebenfalls geltend. Es kam zu einer ausgeprägteren Sesshaftigkeit und einer strafferen, politischen Organisation.

### Holländer

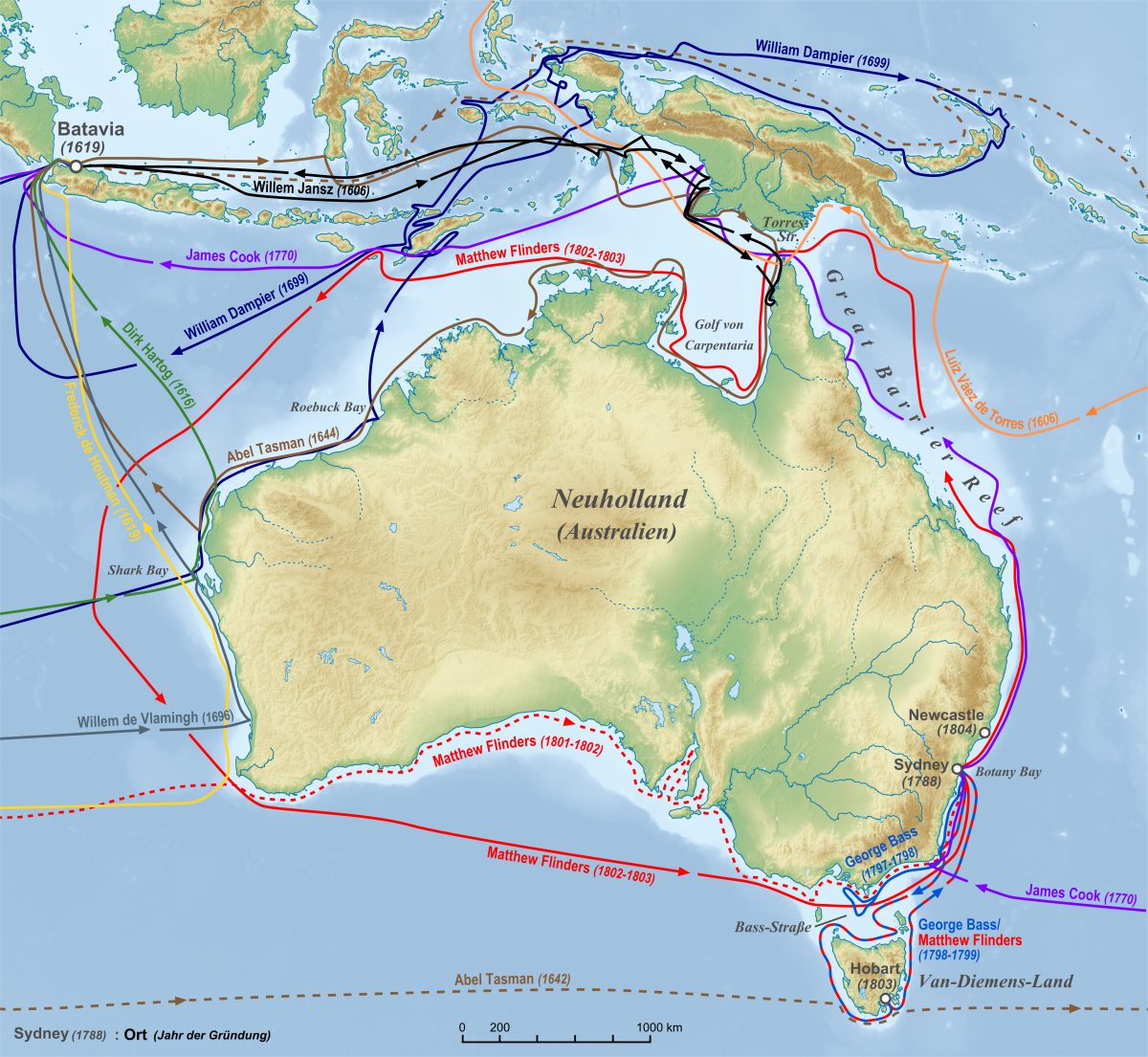
Erkundungen der Australischen Küstengebiete durch europäische Entdecker bis 1812
1606 Willem Jansz
1606 Luiz Váez de Torres
1616 Dirk Hartog
1619 Frederick de Houtman
1644 Abel Tasman
1696 Willem de Vlamingh
1699 William Dampier
1770 James Cook
1797–1799 George Bass
1801–1803 Matthew Flinders

Dessen ungeachtet waren es die Holländer, die neue Kunde über den Südkontinent nach Europa brachten und damit eine neue Ära einläuteten. Nach Willem Jansz, dem ‘Entdecker’ Australiens, kamen noch Jan Carstensz, Frederick de Houtman, Dirk Hartog, Willem de Vlamingh, François Pelsaert, Pieter Nuysz und viele andere Holländer, die meist in Handelsschiffen unterwegs waren, um Gewürze, Gold und andere Güter aufzunehmen.
Der ruhmreichste unter ihnen war Abel Janszoon Tasman, der als Entdecker Tasmaniens gilt. Tasman erreichte Tasmanien am 24. November 1642 und nannte es zu Ehren des damaligen Generalgouverneurs von Niederländisch-Ostindien, Antony van Diemen, ‘Van-Diemens-Land’. Er war von Batavia aus aufgebrochen und erreichte mit der ‘Heemskerck’ und der ‘Zeahaen’ nach 72 Tagen die Insel. Er war ein erfahrener Navigator und hatte den Auftrag, den Südkontinent aufzusuchen und dort die Gegend zu erkunden. Außerdem sollte er eine Seeroute durch den Pazifik nach Südamerika suchen, um neue Märkte und Ressourcen zu erschließen, was ihm auch beides gelang.
Überhaupt müsste Abel Tasman aufgrund seiner geographischen Entdeckungen in einem Zuge mit den ganz großen Entdeckern und frühen Seefahrern genannt werden: Er entdeckte Tasmanien, Neuseeland und die Route südlich an Tasmanien vorbei durch den Pazifik nach Südamerika. Er war auch der Erste, der das ganze Ausmaß Neuhollands (Australiens) erkannte. Tasman erforschte die Nordküste Australiens (1644) vom heutigen Staat Western Australia, den er ‘Eendrachtland’ nannte, über den Golf von Carpentaria bis nach Queensland (‘Carpentaria’). Bei dieser Gelegenheit stellte er fest, dass Neuguinea durch eine Meerenge (Torresstraße) von Australien getrennt war. Eine beeindruckende Leistung, die ihm jedoch nie wirklich zu Ruhm und Ansehen verhalf.
Das hatte einen einfachen Grund: Tasman war zwar der Entdecker Tasmaniens, entdeckte aber nicht die Einwohner der Insel, wie manchmal behauptet wird. Er erkannte zwar, dass die Insel bewohnt war, bekam aber einheimische Tasmanier nie zu Gesicht. Auf all seinen Reisen ließ er, obwohl kühner Seefahrer, beim Kontakt mit ‘Wilden’ äußerste Vorsicht walten, und wenn es sich vermeiden ließ, verzichtete er ganz darauf. Diese Behutsamkeit wurde ihm bereits zu Lebzeiten von offizieller Seite vorgeworfen.
Er ging 1642 an der Ostküste Tasmaniens vor Anker und war genötigt, seine Wasservorräte aufzufrischen. Ihm klangen noch die damals gängigen Gerüchte in den Ohren die besagten, diese entlegene Weltgegend sei die Heimat von Monstern und Riesen. Deshalb beschränkte er die Landgänge auf das Allernötigste. Einer seiner Leute entdeckte zwei 18 bis 20 Meter hohe Bäume mit einem Umfang von circa vier Metern, in die Kerben eingeschlagen waren. Sie deuteten diese Kerben richtig als Kletterhilfe der einheimischen Bevölkerung, dachten aber damals, diese dienten dem Ausnehmen von Vogelnestern. Tatsächlich waren sie für die Possumjagd geschlagen worden. Der Abstand der in gerader Linie nach oben verlaufenden Kerben schien Tasmans Befürchtungen zu bestätigen. Die Distanz zwischen den Kerben betrug circa eineinhalb Meter, woraus er schloss, „dass diese Menschen entweder von ungeheurer Größe sind oder eine gewisse Art haben, auf Bäume zu klettern, an die wir nicht gewöhnt sind“. Obwohl Letzteres zutraf, ging Tasman von einer riesenhaften Bevölkerung aus und gab somit den in Europa bestehenden Gerüchten neue Nahrung. Nach dieser Beobachtung näherte er sich nur noch einmal vorsichtig dem Ufer, ließ einen seiner Leute an Land schwimmen, der dort die holländische Flagge hisste, und verließ die Insel unter dem Vorwand, dass eine plötzliche Wetteränderung eine weitere Landung unmöglich mache.
Für die folgenden 130 Jahre sind keine weiteren Landungen auf der Insel belegt. Über 200 Jahre trug sie den Namen ‘Van Diemensland’ und wurde erst 1853 in Tasmanien umbenannt.

### Marc-Joseph Marion du Fresne
Demnach war der französische Kapitän Marc-Joseph Marion du Fresne, der Leiter der zweiten europäischen Expedition der Erste, der Kontakt zu den tasmanischen Aborigines hatte. Er legte unweit Tasmans Landeplatz an der Ostküste der Insel an, um ebenfalls frische Holz- und Wasservorräte aufzunehmen. Er hatte den Auftrag, mit seinen Schiffen ‘Le Mascarin’ und ‘Le Marquis de Castries’ neue Handelsrouten ausfindig zu machen und eine kürzere Route nach China zu suchen. Du Fresne und seine Begleiter Jules Crozet und Saint-Allouarn entdeckten auf ihren Reisen im Indischen Ozean die Crozetinseln. Sie waren in erster Linie Seefahrer und verfügten über keinerlei wissenschaftliche Kenntnisse. Ihr Weltbild war geprägt von der bahnbrechenden Arbeit Rousseaus, weshalb Fresne im Gegensatz zu Tasman keine Monster, sondern „edle Wilde“ (nobles sauvages) anzutreffen erwartete: Nackte, glückliche Menschen in ihrem Urzustand, eingebettet in einen Garten Eden (Robson 1983 : 6; Bonwick 1870b : 2).
Konsequenterweise waren die Europäer beim Erstkontakt ebenfalls unbekleidet (Ryan 1981 : 50), um Barrieren abzubauen und eventuelles Misstrauen bereits im Keim zu ersticken. Am Morgen des 7. März 1772 näherten sie sich mit zwei Booten der Küste von North Bay. Eine dreißigköpfige Gruppe Aborigines lief ihnen am Strand entgegen. Deren Frauen und Kinder suchten jedoch Zuflucht in den angrenzenden Wäldern.
Einer der Männer löste sich von der Gruppe und kam auf sie zu, blieb dann im Wasser stehen und machte den Franzosen Zeichen näherzukommen. Zwei Besatzungsmitglieder schwammen auf Du Fresnes Zeichen nackt zum Strand. Dort angekommen wurde ihnen von einem älteren Aboriginal eine Fackel überreicht. Diese Geste werteten die zwei Franzosen als Zeichen des Friedens und quittierten sie, indem sie dem Mann einen Spiegel aushändigten. Dieser wurde reihum gereicht und löste, ebenso wie die Hautfarbe der Neuankömmlinge, großes Erstaunen aus. Nach einer eingehenden Untersuchung der beiden Seeleute legten die Einheimischen die Speere beiseite und begannen vor ihnen zu tanzen.
Zufrieden mit dem bisherigen Verlauf des Kontaktes legten die Europäer mit zwei Booten an und bekamen ebenfalls Fackeln überreicht. Im Gegenzug übergaben sie einige Stoffreste und Messer. Die harmonische Stimmung schlug um in helle Aufregung, als sich ein drittes Boot der Franzosen dem Ufer näherte. Aufs Äußerste erregt versuchten die Einheimischen, diese Landung mit Gesten und Rufen zu verhindern. Du Fresne gab der Mannschaft des Bootes Signal zum Umkehren. Das Boot wurde jedoch von der Brandung ans Ufer getragen. Daraufhin ging ein Hagel von Speeren und Steinen auf die Franzosen nieder. Du Fresne und einige seiner Männer wurden von den Steinen verletzt und eröffneten das Feuer. Ein Aborigine kam dabei ums Leben und mehrere wurden verletzt. Der Rest ergriff panisch schreiend die Flucht.
Die Franzosen verließen die Insel und segelten weiter nach Neuseeland. Der Kontakt mit den Māori auf Neuseeland kostete Marion du Fresne das Leben. Er und einige Mitglieder der Mannschaft wurden von den Māori in einen Hinterhalt gelockt, getötet und angeblich verspeist (Robson 1983 : 6). Als der bedeutendste Chronist dieser Expedition, Crozet, nach seiner Heimkehr Rousseau diese Ereignisse schilderte, entgegnete dieser zutiefst bestürzt: „Ist es möglich, dass die guten Kinder der Natur wirklich so böse sein können?“ (nach Ryan 1981 : 50).

### James Cook

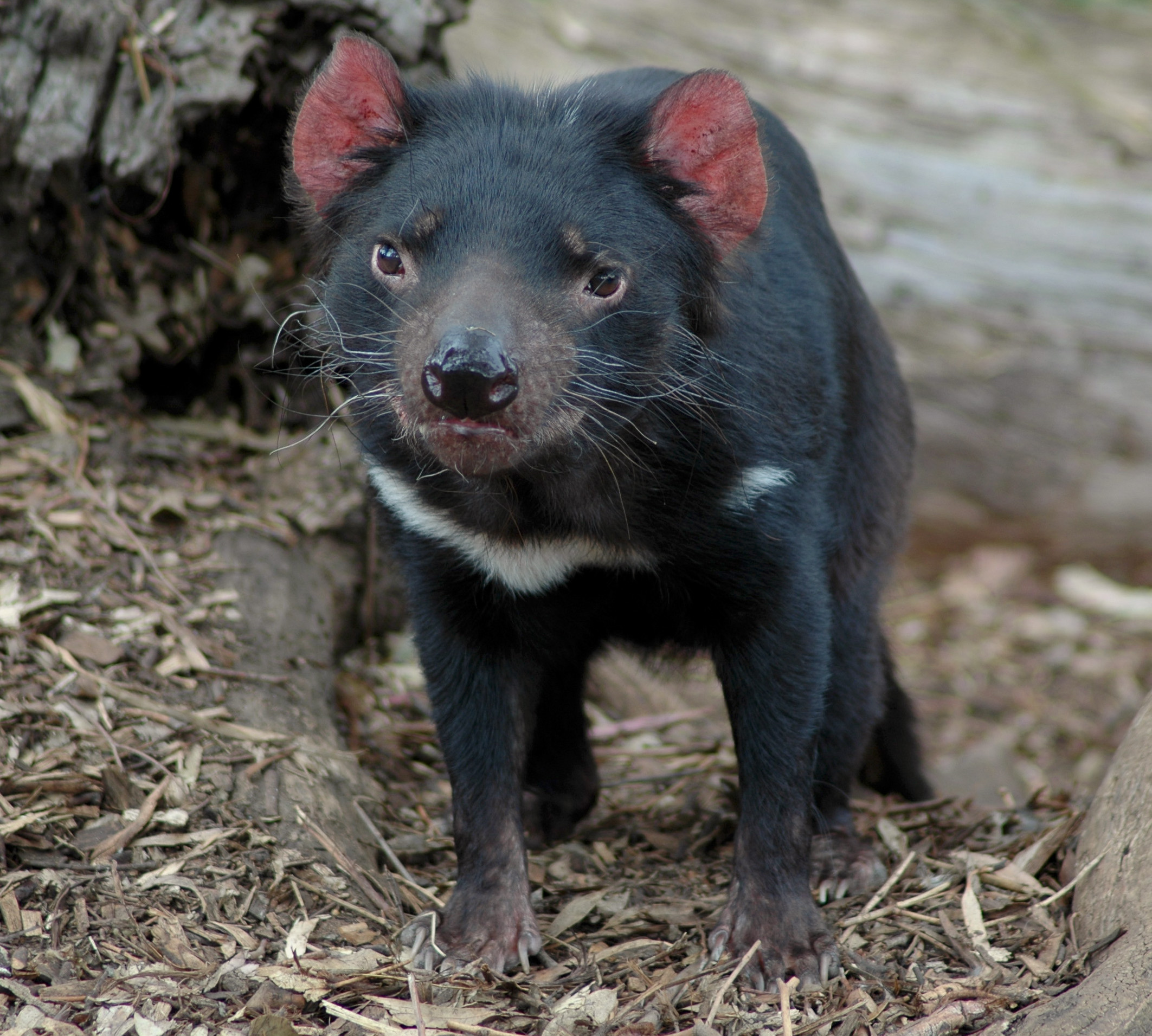
Tasmanischer Teufel

Ein Jahr darauf war Captain James Cook auf der Endeavour in den Gewässern südlich von Tasmanien unterwegs. Nachdem er dort auf der Suche nach Land gekreuzt war, wollte er Tasmanien anlaufen. Dieser Plan wurde durch die Wetterverhältnisse vereitelt und er segelte weiter nach Neuseeland. Den Kontakt zu seinem Begleitschiff Adventure unter dem Kommando von Tobias Furneaux hatte er jedoch aufgrund dichten Nebels verloren. Furneaux warf am verabredeten Treffpunkt vor Tasmanien Anker und unternahm mehrere Landexpeditionen. Bei seinem fünftägigen Aufenthalt in der nach seinem Schiff benannten Adventure Bay östlich von Bruni Island kam es zu keinem Kontakt mit der tasmanischen Bevölkerung. Anhand seiner Beobachtungen schloss er, dass sie weder feste Siedlungen noch Boote kannten, und bezeichnete sie als elende, ignorante Rasse, die völlig außerstande sei, die Privilegien des guten Klimas und der üppigen, fruchtbaren Landschaft zu nutzen (Völger 1971 : 24; Robson 1983 : 27).
Nach dem Ausbleiben von Cook machte sich Furneaux auf den Weg nach Neuseeland, wo dieser dann ebenfalls eintraf. Cook sollte erst auf seiner dritten Reise Tasmanien zu Gesicht bekommen. Auf der Resolution landete er am 26. Januar 1777 ebenfalls in der Adventure Bay und blieb vier Tage. Cook, der bereits seit langem von Tasmanien fasziniert war, äußerte als Erster den Verdacht, Tasmanien könnte eine Insel sein. Bisher war man der Auffassung, dass Tasmanien den südlichsten Ausläufer Australiens bilde. Dieser Gedanke beschäftigte ihn bereits 1773 auf seiner zweiten Reise. Aus Zeitgründen war er gezwungen, diese Frage auf sich beruhen zu lassen. Denn sein eigentlicher Auftrag lautete, eine geeignete Seeroute zwischen Pazifik und Atlantik zu suchen.
Cooks Entdeckerdrang erschöpfte sich glücklicherweise nicht in geographischen Fragestellungen. Er war ebenfalls von Rousseaus Thesen fasziniert und auf der Suche nach ‚Wilden‘ in ihrem vermeintlichen Urzustand. So war er beeindruckt von der Kultur der australischen Aborigines: „Nach dem, was ich über die Eingeborenen von Neuholland gesagt habe, könnten sie Einigen als das armseligste Volk auf der Welt erscheinen, doch in Wirklichkeit sind sie viel glücklicher als wir Europäer; ohne jede Kenntnis nicht nur der überflüssigen, sondern auch der notwendigen Bequemlichkeiten, die man in Europa so sehr sucht, sind sie eben darin glücklich, nicht zu wissen, wozu diese dienen. Sie leben in einer Ruhe, die nicht durch soziale Ungleichheit der Lebensbedingungen gestört wird“ (Heintze 1987 : 70).
Diese ihm eigene Mischung aus Neugier und Toleranz führte dazu, dass sein Aufenthalt des Öfteren als der erste von ethnologischem Wert bezeichnet wird (Ryan 1981 : 51). Cook kam von dieser dritten Reise nicht nach Europa zurück. Er wurde 1779 auf Hawaii getötet. Umso einflussreicher waren die Aussagen von Cooks Offizier William Anderson, der das Bild der tasmanischen Aborigines in Großbritannien entscheidend beeinflusste.
Während Cooks Aufzeichnungen viele wertvolle Details über Aussehen, Schmuck, Frisur und Verhaltensweisen lieferten, war Anderson voller Abscheu gegenüber der angetroffenen Bevölkerung: Es war ihre Schamlosigkeit, die ihn überforderte. Bereits die Franzosen amüsierten sich über die Angewohnheit der Aborigines, in aller Öffentlichkeit mit dem Penis zu spielen. Ebenso kam es vor, dass sie im Stehen, ohne im Geringsten ihre Stellung zu verändern – teilweise sogar während einer Unterhaltung –, Wasser abschlugen, so dass der Urin ihre Beine hinunterlief. Dazu kam, dass beiderlei Geschlechter in der Regel völlig nackt waren (Robson 1983 : 27). Anderson und die meisten seiner Landsleute waren darüber derart entsetzt, dass sich in Großbritannien Unmut und Abscheu gegenüber den Aborigines breitzumachen begann.
In dieser intoleranten Haltung unterschieden sich die britischen Entdecker generell von den französischen. Das ist einer der Gründe, warum die wertvollsten ethnographischen Daten dieser Epoche auf die Franzosen zurückgehen. Ihre Motivation war auch weitaus weniger von Besitzansprüchen, strategischen Überlegungen, Handels- und Wirtschaftsinteressen geprägt als die der Briten. Die Franzosen standen unter dem Einfluss Rousseaus, Lafiteaus und anderen und waren geprägt von den Idealen der aufkommenden Französischen Revolution. Cooks Beschreibungen seiner Kontakte zu den Einheimischen müssen, obwohl reich an Details, wegen der Kürze seines Aufenthaltes viele Fragen offenlassen.
1775 bis 1783 kämpfte Großbritannien im Nordamerikanischen Unabhängigkeitskrieg. Am 4. Juli 1776 erklärten die dreizehn Kolonien ihre Unabhängigkeit von Großbritannien, und 1783 musste Großbritannien diese Unabhängigkeit im Frieden von Paris anerkennen. Dies war die bedeutendste Niederlage der Kolonialmacht Großbritannien. Aufgrund dieser Niederlage verstärkte Großbritannien seine imperialistischen Bestrebungen noch weiter.

### Arthur Phillip
Im Mai 1787 brach Gouverneur Arthur Phillip mit elf bewaffneten Schiffen von Großbritannien aus in Richtung Australien auf. Sein Ziel war die Botany Bay an der Ostküste Australiens, die von dem deutschen Geographen und Naturforscher Johann Reinhold Forster und seinem Sohn Georg Forster als Land Eden beschrieben wurde. Nach siebenmonatiger Überfahrt ging die Flotte vor Botany Bay vor Anker. Bei näherer Erkundung stellte sich die Bucht als völlig ungeeignet zur Besiedlung heraus. Sie segelten weiter, entdeckten den Naturhafen des heutigen Sydney und gründeten 1788 die erste australische Siedlung Port Jackson. Bis Ende des 18. Jahrhunderts blieb dies die einzige größere Ansiedlung in Australien. Erst 1803 folgte eine zweite auf Tasmanien. Port Jacksons Bevölkerung bestand aus den insgesamt 1.500 Passagieren, die Gouverneur Arthur Phillip begleiteten. Dies waren Staatsbeamte, Soldaten und 757 deportierte Strafgefangene, darunter 192 Frauen und 18 Kinder (Przemyslaw 1990 : 95).
Den europäischen Geschichtsschreibern zufolge gaben die ersten Siedler Geschenke im Tausch gegen das Land. Dennoch musste die Siedlung, die bis 1816 ausschließlich aus Holzhäusern bestand, mit starken Palisaden umgeben und bis 1840 ständig militärisch bewacht werden. Immer wieder kam es zu bewaffneten Auseinandersetzungen mit australischen Aborigines.
Die Gründung der Siedlung Port Jackson in Ostaustralien ist für die Entdeckungsgeschichte (vgl. Appendix A) Tasmaniens von zentraler Bedeutung. Da man immer noch überzeugt war, dass Tasmanien eine Halbinsel des australischen Kontinents sei, nahmen alle von Europa kommenden Schiffe auf dem Weg nach Port Jackson zunächst Kurs auf die Südspitze Tasmaniens und gingen häufig an der tasmanischen Ostküste kurz vor Anker. Ab diesem Zeitpunkt war der Anblick von Europäern für die Ostküstenbevölkerung Tasmaniens keine Seltenheit mehr.

### William Bligh
Der nächste nachgewiesene Kontakt fand im August 1788 statt. Der Engländer William Bligh ging mit der ‘Bounty’ in der Adventure Bay vor Anker. Er war auf dem Weg nach Tahiti, um von dort Setzlinge des Brotfruchtbaumes zu den Westindischen Inseln zu bringen. Bligh wusste, was ihn erwartete, denn er war bereits elf Jahre zuvor als Navigator auf Cooks dritter Reise hier gewesen. Tasmanien lag für die Briten strategisch so günstig, dass Blighs Besatzung in der Adventure Bay nahe einer Quelle eine Reihe von Obstbäumen pflanzte, um nachfolgenden Reisenden die Proviantaufnahme zu erleichtern. Die Kontakte mit der Bevölkerung von Bruni Island verliefen friedlich: Als sie die Landungsboote entdeckten, reckten sie die Arme über den Kopf und verfielen Bligh zufolge in ein aufgeregtes ‘Geschnatter’, das ihn an Gänse erinnerte. Alle dargereichten Geschenke legten sie sich nach kurzer Prüfung auf den Kopf (Gould 1980 : 9; Turnbull 1963 : 35).
Die Bandbreite des Umgangs mit Geschenken der europäischen Entdecker reichte von völliger Ablehnung bis zur totalen Verzückung, wobei die Briten eine Ablehnung meist als persönliche Beleidigung empfanden. Die Franzosen wiederum sahen diese ablehnende Haltung mit Wohlwollen (Robson 1983 : 26f), da sie ihr Bild der Vollkommenheit des paradiesischen Urzustandes bestätigt sahen.
Möglicherweise handelt es sich bei Blighs Kontakt um dieselben Familien, die bereits Cook elf Jahre zuvor aufsuchte (vgl. Völger 1971 : 26). Sein kurzer Bericht enthält jedenfalls keine wichtigen Neuerungen. Erst kurze Zeit später wurde entdeckt, dass die Adventure Bay (Abb. 8) nicht an der Küste Tasmaniens, sondern an einer ihr vorgelagerten bewohnten Insel lag.
Blighs eigentliche Mission, der Transport der Brotfruchtbaumsetzlinge zu den Westindischen Inseln, schlug wegen der berühmt gewordenen Meuterei auf der Bounty fehl. Dennoch wurde er vier Jahre später noch einmal mit dem gleichen Auftrag betraut und ankerte auch dieses Mal am 8. Februar 1792 in der Adventure Bay vor Bruni Island. Nur eine einzige seiner Pflanzen, ein Apfelbaum, hatte überlebt. Bei diesem zweiwöchigen Aufenthalt (seinem dritten und letzten) machte er eine Vielzahl interessanter Beobachtungen und spekulierte bereits über ethnologische Problemstellungen, die bis heute nicht zufriedenstellend geklärt werden konnten (vgl. Völger 1971 : 26).

### John Henry Cox
Zwischen Blighs Besuchen machte sich Captain John Henry Cox auf den Weg nach Tasmanien (Robson 1983 : 8). Er lief am 28. Februar 1789 in Großbritannien aus und traf bereits am 3. Juli an der Südwestspitze Tasmaniens ein. Cox läutete die in ethnologischer Hinsicht so bedeutende Epoche der Robben- und Walfänger ein, indem er Großbritannien Kunde brachte von der reichhaltigen Meeressäugerfauna in diesem Teil der Erde. Dass er damit zu einem der Vorboten des Niedergangs der tasmanischen Kultur wurde, war ihm vermutlich nicht bewusst, denn er pflegte freundschaftlichen Umgang zur Inselbevölkerung.
Während seines Aufenthalts auf Maria Island, wo eine kurze Begegnung mit den tasmanischen Aborigines stattfand, gab er der Oyster Bay ihren Namen.
Er beschrieb sie als glücklich, harmlos und völlig unkultiviert. Obwohl eher befangen, fanden sie großen Spaß daran, die Bewegung und Mimik der Europäer nachzuahmen. Ethnographisch bedeutsamer als das Treffen selbst, bei dem wieder ausgetauschte Geschenke abgelehnt wurden, waren seine Beobachtungen in den Tagen vor dem kurzen Kontakt. Wie schon so oft in dieser Ära der Entdecker fand er mehrere Lagerplätze, die kurz zuvor fluchtartig verlassen worden waren. Deren Inventar unterzog er genaueren Untersuchungen.

### Joseph Bruny d’Entrecasteaux
Bligh hatte gerade seinen dritten Aufenthalt auf Van Diemens Land beziehungsweise Bruni Island beendet, als wieder Schiffe vor der Küste Tasmaniens auftauchten. Es waren Franzosen, die mit dieser Expedition einen Meilenstein in der Entdeckungsgeschichte Tasmaniens setzten. Erstmals wurde die Insel von hochkarätigen Wissenschaftlern betreten und erforscht. Sie waren von Frankreich ausgesandt, um nach Lebenszeichen einer früheren französischen Expedition zu suchen: 1785 war Jean Francois Galoup de la Pérouse mit zwei Forschungsschiffen entsandt worden und nie zurückgekehrt.
Joseph Bruny d’Entrecasteaux hatte den Auftrag, den Verbleib dieser beiden verschollenen Schiffe zu klären und die Südsee nebst ihren Ressourcen zu erkunden. Er ging am 21. April 1792 vor der Küste Tasmaniens vor Anker (Robson 1983 : 8; Ryan 1981 : 53). An Bord befanden sich Wissenschaftler aller Couleur: Naturforscher, Botaniker, Zeichner, Kartographen, Ärzte und Astronomen, darunter einige der meisttalentiertesten Forscher, die Frankreich damals zu bieten hatte (Ryan 1981 : 53).
Der Leiter der Expedition d’Entrecasteaux kehrte nicht mehr nach Frankreich zurück. Er starb auf dieser Reise an Skorbut. Neben Kapitän Jean-Michel Huon de Kermadec machten vor allem zwei Besatzungsmitglieder von sich reden: E.P.E Rossel, der erste Offizier der ‘Recherche’, der 1808 in Paris über diese Expedition publizierte. Seinem Bericht liegt unter anderem das Tagebuch von d’Entrecasteaux zugrunde. Der ergiebigste Reisebericht stammt aus der Feder des 34-jährigen Naturforschers Jacques Julien Houtou de Labillardière, der auch detaillierte Beschreibungen der Lebensweise der Insulaner beinhaltet.
D’Entrecasteaux ließ auf dieser Reise zweimal die Südostküste Tasmaniens anlaufen. Die erste Untersuchung dauerte vom 21. April bis Ende Mai 1792. Im Januar 1793 kehrten sie zurück und blieben bis Februar. Insgesamt dauerte ihr Aufenthalt in Tasmanien circa zehn Wochen (Plomley 1966c : 3). In dieser Zeit kam es zu zahlreichen, harmonisch verlaufenden Begegnungen mit der einheimischen Bevölkerung.
Die Franzosen näherten sich der tasmanischen Bevölkerung sehr gefühlvoll. Sie ließen sich geduldig von Kopf bis Fuß mustern und sich von den Frauen die Gesichter schwärzen. Sie aßen, sangen und lachten zusammen, spielten mit den Kindern und es kam zu vielen, wechselseitigen Einladungen. Es fanden freundschaftliche Ringkämpfe am Strand statt; abends wurden die Franzosen zu ihren Booten geleitet und am Morgen wieder enthusiastisch begrüßt (Broome 1982 : 23; Ryan 1981 : 54; Robson 1983 : 26).
Darüber hinaus machten sie noch eine Reihe geographischer Entdeckungen. D’Entrecasteaux erkannte als Erster, dass Bruni Island, der bevorzugte Landeplatz der Briten, eine Insel ist. Die trennende Wasserstraße wurde nach ihm benannt. Er entdeckte die Mündungen der Flüsse Huon und Derwent. Er segelte den Derwent hinauf und kartierte die Norfolk Bay.
Zwischen den beiden Besuchen von d’Entrecasteaux sind keine weiteren Landungen durch Europäer belegt. Zwei Monate nach Beendigung seiner zweiten Landerkundung traf der junge, ehrgeizige Engländer John Hayes auf der Insel ein. Sein Aufenthalt im d’Entrecasteaux-Channel dauerte vom 26. April bis zum 9. Juni 1794 (Plomley 1993 : 18). Hayes erkundete in dieser Zeit die Gegend gründlich; unwissend, dass ihm die Franzosen bereits zuvor gekommen waren. Es ist völlig unklar, warum sich Hayes so lange in Tasmanien aufhielt, denn er war eigentlich auf dem Weg nach Neuguinea. Nur durch Zufall nahm er witterungsbedingt den Umweg um den Sahulschelf. Sein Tagebuch, das über die genaueren Umstände seines Aufenthaltes Aufschluss geben könnte, ging leider verloren. Das Schiff, mit dem er es Richtung Großbritannien sandte, wurde von den Franzosen gekapert (Völger 1972 : 29).

### Matthew Flinders
Zu diesem Zeitpunkt war man immer noch der Meinung, Van Diemens Land (Tasmanien) sei der Südausläufer Neuhollands (Australiens). Obwohl sich seit Cooks Verdacht die Hinweise und Gerüchte häuften, wurde erst im Oktober 1798 eine Expedition ausgerüstet, um diese Frage endgültig zu klären. George Bass und Matthew Flinders wurden beauftragt, Tasmanien wenn möglich zu umsegeln, um somit den Beweis zu erbringen, dass es eine Insel sei.
Es war möglich und somit wurde die für die Entdeckungsgeschichte Tasmaniens so bedeutsame Route um die tasmanische Südküste als Umweg erkannt. Bass und Flinders benötigten für die Umsegelung (7. Oktober 1798 bis 12. Juni 1799) fast ein dreiviertel Jahr (Robson 1983: 9). Dabei entdeckten und kartierten sie nicht nur die bis dahin unbekannte Nordküste, sondern auch Teile der wenig bekannten Westküste (Abb. 9). Sie kartierten die Furneaux Inseln und andere Inseln der Bass-Straße. Aus deren Unberührtheit schlossen sie zu Recht, dass die Bewohner von Van Diemens Land der Seefahrt im offenen Meer unkundig waren. Mit der Bevölkerung entstanden lediglich kurze und oberflächliche Kontakte, die nur dürftig beschrieben wurden.
Diese Kontakte fanden ebenfalls an der Südostküste Tasmaniens statt, die Flinders bereits als Besatzungsmitglied auf Blighs zweiter Reise kennengelernt hatte (Völger 1971 : 30). Flinders war von ihrem offenen, freundlichen Wesen beeindruckt und stellte die Ähnlichkeit zur Bevölkerung von New South Wales fest (Ryan 1981 : 57f).
Flinders war auch der Erste, der später Neuholland umsegelte und den Namen ‘Australia’ vorschlug (Przemyslaw 1990 : 7, 98). King Island, das Flinders übersehen hatte, wurde noch im gleichen Jahr von Reed kartiert. Macquarie Harbour und Port Davey an der Westküste wurden erst 1815 von Kelly und Birch entdeckt, die ebenfalls die Insel umschifften (Bryden 1965 : 38).

### Nicolas Baudin
Zehn Jahre nach dem Besuch von Labillardière – kurz bevor Tasmanien von Großbritannien beziehungsweise Australien aus kolonialisiert wurde – traf eine zweite französische wissenschaftliche Expedition unter der Leitung von Nicolas Baudin auf der Insel ein. Deren 22-köpfige wissenschaftliche Crew mit einem Durchschnittsalter von 27 Jahren setzte sich zusammen aus drei Botanikern, fünf Zoologen und jeweils zwei Gärtnern, Mineralogen, Astronomen, Kartographen und Künstlern (Plomley 1966c : 3). Letztere, Petit und Lesuer, fertigten eine Vielzahl von Porträts sowie einige Zeichnungen, die Alltagsszenen, Grabstätten, Gegenstände des täglichen Gebrauchs und Waffen darstellten. Vor allem die Arbeiten von Petit werden meist gelobt. Seine Porträts waren zwar noch stark von Zeitgeist und Ästhetikempfinden der damaligen Epoche geprägt, stellten aber dennoch alle bisherigen Darstellungen in den Schatten (Abb. 44).
Die Ergebnisse dieser Reise wurden verfasst und editiert von einem Mitglied der Crew, dem Naturforscher, Anthropologen und Mediziner (Triebel 1947 : 64) François Péron. Nach Pérons Tod wurde die Arbeit von Louis de Freycinet fertiggestellt. Diese Arbeit stellt die beste ethnographische Quelle dar, die wir aus ‘voreuropäischer’ Zeit von den Einwohnern Tasmaniens besitzen. Am 14. Januar 1802 erreichte Kommandant Baudin tasmanische Gewässer. Auch diese Expedition hielt sich im Osten Tasmaniens auf. Sie erkundete unter anderem den Huon River, die Oyster Bay und die östlich vorgelagerte Insel Maria Island. Sie blieben insgesamt 43 Tage. Ähnlich wir vorher bei d’Entrecasteaux kam es zu zahlreichen herzlichen Begegnungen, in denen sich vor allem Péron als wichtiger Beobachter hervortat. James Bonwick beschreibt ihn als „angenehmen Sentimentalisten, der die romantische Schule von Rousseau in tiefen Zügen eingenommen hatte“ (Bonwick 1870a : 92).
An der Mündung des Huon Rivers trafen sie einen etwa 23-jährigen Aboriginal. Wie bereits bei früheren Begegnungen war auch dieser am meisten erstaunt über die Hautfarbe der Besucher. Furchtlos ging er zu ihnen und öffnete die Jacken und Hemden der Franzosen; zweifellos um sich zu vergewissern, ob die Farbe am Körper die gleiche wie im Gesicht sei. Nachdem er diese Leibesvisitation beendet hatte, begann er in heller Aufregung zu schreien und schnell mit den Füßen zu stampfen.
Einer jungen Frau überreichten sie ein Beil, ein Taschentuch und eine rote Feder. „Sie schrie, sie lachte, sie schien berauscht vor Glück und als wir uns vom Ufer abstießen, war ihr Schmerz ergreifend“ (Péron nach Turnbull 1963 : 38f). Am 22. Februar trafen sie auf eine Gruppe von vierzehn Männern und wurden sofort freundlich eingeladen (Ryan 1981 : 63). Sie aßen zusammen und die Franzosen sangen ihnen die Marseillaise vor, was große Heiterkeit auslöste (Péron 1809 : 173ff).
Péron überprüfte ihre Körperkraft anhand eines Trainingsgerätes (Regnier Dynameter) und stellte entgegen seinen Erwartungen fest, dass sie weitaus weniger Kraft hatten als er oder einer seiner Offiziere, worüber die Aborigines zum Teil sehr verärgert waren (Péron 1809 : 222, 313f).
Nicht alle Treffen verliefen so harmonisch und friedlich. Bei einem Ausflug nach Bruni Island schlug nach einer freundlichen Begegnung die Stimmung aus ungeklärter Ursache um und beim Besteigen der Boote wurde ein Matrose durch einen Speer an der Schulter verletzt (Péron 1808 : 192; Völger 1971 : 32). Auch bei einer anderen Gelegenheit wurden sie mit Steinen beworfen und traten den Rückzug an (Péron 1808 : 197; Völger 1971 : 32).
Aggressionen weckte bei der vierten Begegnung der Maler Petit. Er hatte bereits einige Zeichnungen angefertigt, was jedoch mit einem Mal nicht weiter geduldet wurde. Nur mit Mühe konnte er einem Keulenschlag entgehen. Zunächst konnten die Franzosen die Situation entschärfen, aber als sie in die Boote stiegen, ging wieder ein Steinhagel auf sie nieder. Auf Maria Island kam es ebenfalls nach anfänglicher Harmonie zu Auseinandersetzungen, die die Franzosen zum Rückzug veranlassten. Es ist den Leitern dieser Expedition hoch anzurechnen, dass sie bei diesen Vorfällen auf den Gebrauch von Schusswaffen verzichteten.
Péron war derartig beeindruckt von den tasmanischen Aborigines, dass er keiner Mühe oder Gefahr aus dem Wege ging und unermüdlich neue Begegnungen herbeiführte. Aufgrund seines Interesses wurden uns viele Details der Kultur überliefert. Nebst Angaben über Aussehen, Schmuck, Essgewohnheiten, soziale Organisation und Beschreibung der Siedlungen einschließlich des Inventars war seine Entdeckung der Grabstätten der Aborigines von besonderer Bedeutung. Seine Beobachtungsgabe war bemerkenswert und seine Angaben zeichnen sich aus durch Genauigkeit, Einfühlungsvermögen und Glaubwürdigkeit. Jedoch war seine Behauptung, die Bewohner Tasmaniens seien die unzivilisiertesten der ganzen Welt, Wasser auf die Mühlen des gerade aufkeimenden Sozialdarwinismus, deren Vertreter sich bald auf die Suche nach dem Bindeglied zwischen Mensch und Affe begaben (Ryan 1981 : 63).
Nach dieser Expedition erholte sich die Crew fünf Monate lang in Sydney. Während dieses Aufenthaltes kam dem damaligen Gouverneur King ein folgenschweres Gerücht zu Ohren: Demnach hätte einer der französischen Offiziere verlauten lassen, es sei die Absicht Frankreichs, in Tasmanien eine Kolonie zu gründen. Die Tatsache, dass Tasmanien kein Teil Neuhollands war, verlieh der Insel damals den Status eines Niemandslandes.
King war entschlossen, den Franzosen zuvorzukommen. In einer überstürzten Aktion schickte er einen Abgesandten, Leutnant Robbins, der die Insel offiziell in den Besitz der britischen Krone bringen sollte. Sein Auftrag lautete, die Franzosen, die sich bereits auf der Heimreise befanden einzuholen und ihnen unmissverständlich klarzumachen, dass Tasmanien bereits annektiert sei. „Zum großen Vergnügen der Franzosen entledigte sich Robbins seiner Aufgabe auf eine etwas lächerliche Weise: kaum war der kleine Schoner vor der King Insel vor Anker gegangen, landete er mit einer kleinen Gruppe seiner Leute, die sich eilenden Schrittes zu den Zelten der Franzosen begaben. Dort hissten sie die englische Flagge, feuerten einige Salven ab, schrien dreimal Hurra und erklärten die Insel zum Besitz ihres Königs“ (Völger 1971 : 34).
Baudin, der Leiter der französischen Expedition verurteilte diese Maßnahme des Gouverneurs. In Sydney hatte er die Folgen der Kolonisation für die Aborigines hautnah miterlebt. In einem Brief an King schrieb er: „Es wäre unendlich ruhmreicher, die Bewohner der verschiedenen Länder, die unserem Recht unterstehen, für die Gesellschaft zu formen, als den Wunsch zu äußern, diejenigen, die so weit abgelegen sind, durch sofortige Besitznahme des Bodens, den sie besitzen und der sie geboren hat, zu berauben“ (Ryan 1981 : 64).
King zeigte sich wenig beeindruckt von der liberalen Haltung des Franzosen und um jegliches Risiko zu vermeiden, gründete er kurz darauf, ausgehend von Sydney, die erste Siedlung auf tasmanischem Boden. Zu diesem Zeitpunkt war von Van Diemensland nicht viel mehr als seine groben Umrisse bekannt. Die Erkundungsexpeditionen wurde auch von französischer Seite fortgesetzt (Plomley 1966c : 4; Marchant 1969 : 3). Selbst noch in den sechziger Jahren unseres Jahrhunderts waren weite Landstriche Tasmaniens nur unzulänglich kartiert (Bryden 1960 : 39).
Die Aufzeichnungen der Forschungsreisenden dieser Epoche sind von besonderer Bedeutung, da sie die tasmanische Kultur in ihrer unverfälschten Form beschreiben. Dennoch gilt es zu berücksichtigen, dass zur damaligen Zeit Völkerkunde als Wissenschaft noch nicht etabliert war. Die Auswirkungen dieser Forschungsreisen erscheinen im Vergleich zur Kolonialgeschichte nahezu bedeutungslos. Und dennoch hatte bereits die Epoche der Entdeckungsreisen in der tasmanischen Kultur ihre Spuren hinterlassen. Der ethnologischen Forschung bleibt das Ausmaß und die Art dieser Spuren – in Tasmanien ebenso wie in anderen Regionen der Welt – größtenteils verschlossen. Es ist leicht vorstellbar, dass diese Epoche vor allem im Osten der Insel (Mulvaney u. White 1987 : 314) nicht ohne Folgen blieb. Über die Art der Folgen können wir indes nur spekulieren.
Spätere diesbezüglichen Entwicklungen der Kolonialzeit lassen vermuten, dass bereits von den Reisenden Krankheiten mit epidemischer Wirkung eingeschleppt wurden (vgl.: Plomley 1966c : 3), die einerseits zu Todesfällen, andererseits auch zur partiellen Immunität der Bewohner gegenüber späteren Ansteckungen hätten führen können, wie man sie zum Beispiel bei den Trepangfischern Nordaustraliens beobachten konnte (Przemyslaw 1990 : 98).
Ein anderer Aspekt, dessen Auswirkung man nur erahnen kann, sind die unzähligen Geschenke, die die Seefahrer unter der ‘voreuropäischen’ Bevölkerung verteilten. Ebenso unklar bleiben die Motive der Reaktionen über solche Gastgeschenke, die von totaler Verzückung über (gespielte ?) Gleichgültigkeit bis hin zu offener Aggression reichten. Der Hochmut der Besitzenden und der Neid der Leerausgegangenen haben möglicherweise zu sozialen Spannungen geführt. Speziell bei den Geschenken in Form von Kleidungsstücken kann ein Zusammenhang zu auftretenden Krankheiten nicht ausgeschlossen werden.
Sowohl die Matrosen als auch die seit Cox auftretenden Robbenfänger hatten bereits sexuelle Kontakte (Robson 1983 : 27, 29; Turnbull 1963 : 35) zu den Aborigines, die häufig nicht ohne Konsequenzen blieben. Mit Sicherheit führte diese bereits in vorkolonialer Zeit eingetretene Hybridisation der tasmanischen Bevölkerung zu gesellschaftlichen Konflikten.
Für derartige Besuche war jedoch im Weltbild der ‘Tasmanier’ kein Platz, so dass sie es entsprechend modifizieren mussten. Aufgrund der Sozialstruktur der Aborigines in Verbindung mit der begrenzten Ausdehnung ihres Lebensraumes ist spätestens seit d’Entrecasteaux’ Besuch abwegig, von einer ‘voreuropäischen’ Bevölkerung zu sprechen.
Offensichtlich wurde jede Landung von den Einheimischen ebenso registriert wie die vorbeiziehenden Schiffe, die sich zum Teil auch inoffiziell und von der Geschichtsschreibung übergangen in diesen Gewässern aufhielten. Auch muss man annehmen, dass sie sich wechselseitig, möglicherweise über große Entfernungen hinweg, über derartig exotische Begegnungen informierten und den Versuch unternahmen, diese zu interpretieren. Selbst ein harmonisch verlaufendes Treffen musste bei ihnen starke Verunsicherung auslösen. Darüber hinaus ist zu vermuten, dass die Aborigines von der Technologie der Europäer – entgegen den Behauptungen der Anhänger Rousseaus – ebenso beeindruckt wie eingeschüchtert waren.
Alle diese äußeren Einwirkungen der Entdeckerepoche waren jedoch nur eine Vorahnung auf die folgende Kolonialzeit. Siehe dazu Geschichte Tasmaniens.